# Ptychadena oxyrhynchus
La rana de nariz puntiaguda (Ptychadena oxyrhynchus) es una especie de anfibios de la familia Ptychadenidae.
Es una rana muy atlética que se puede desplazar con rapidez por el agua y el pasto. Tiene unas poderosas patas posteriores que le permiten dar grandes saltos. Es de color marrón amarillento.
Vive en el África subsahariana en sabanas abiertas y llanuras espinosas, y en zonas donde se forman charcas temporales a causa de las intensas lluvias.